# ミュージアムクォーター

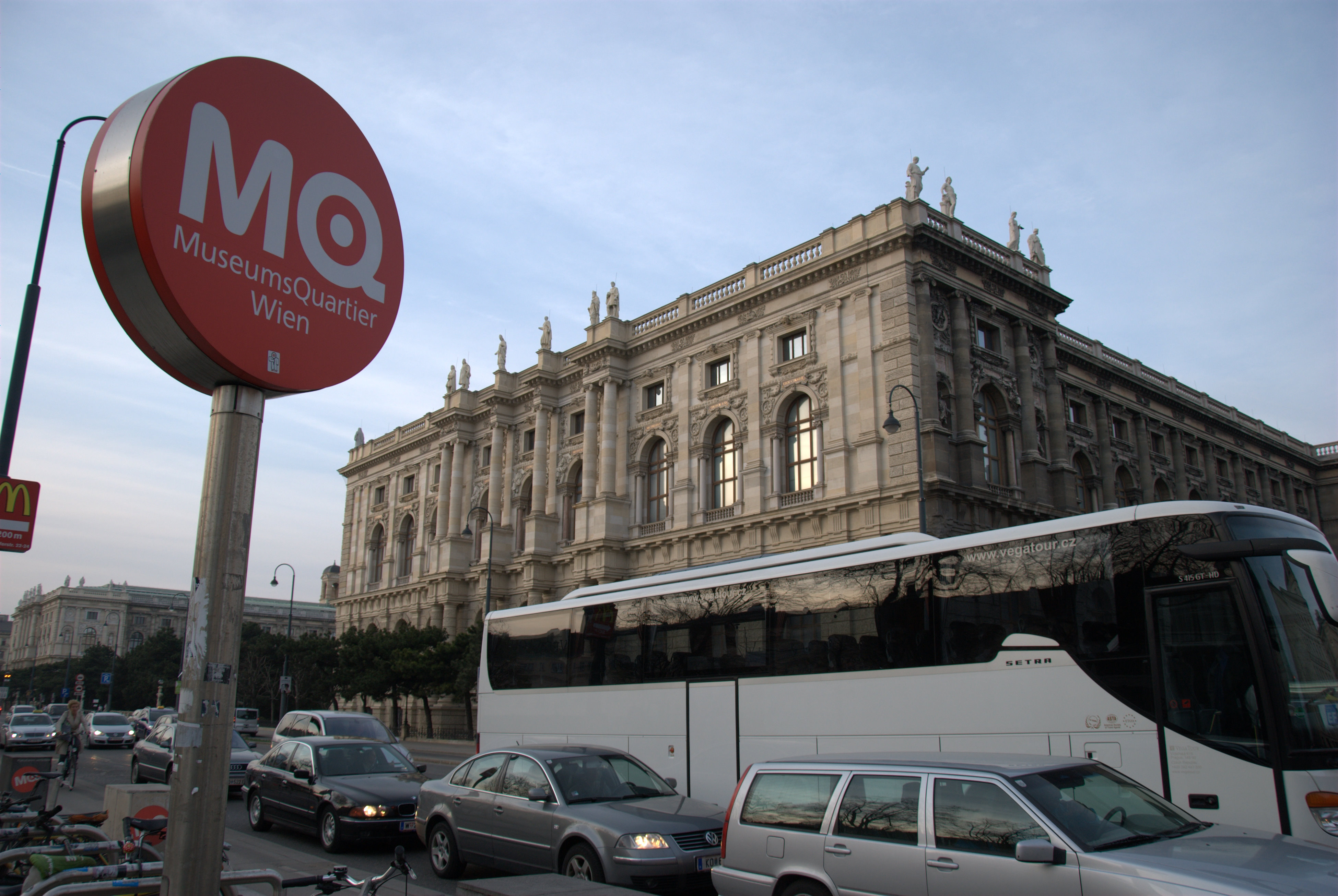
ミュージアムクォーター前の表示 (2011年3月)

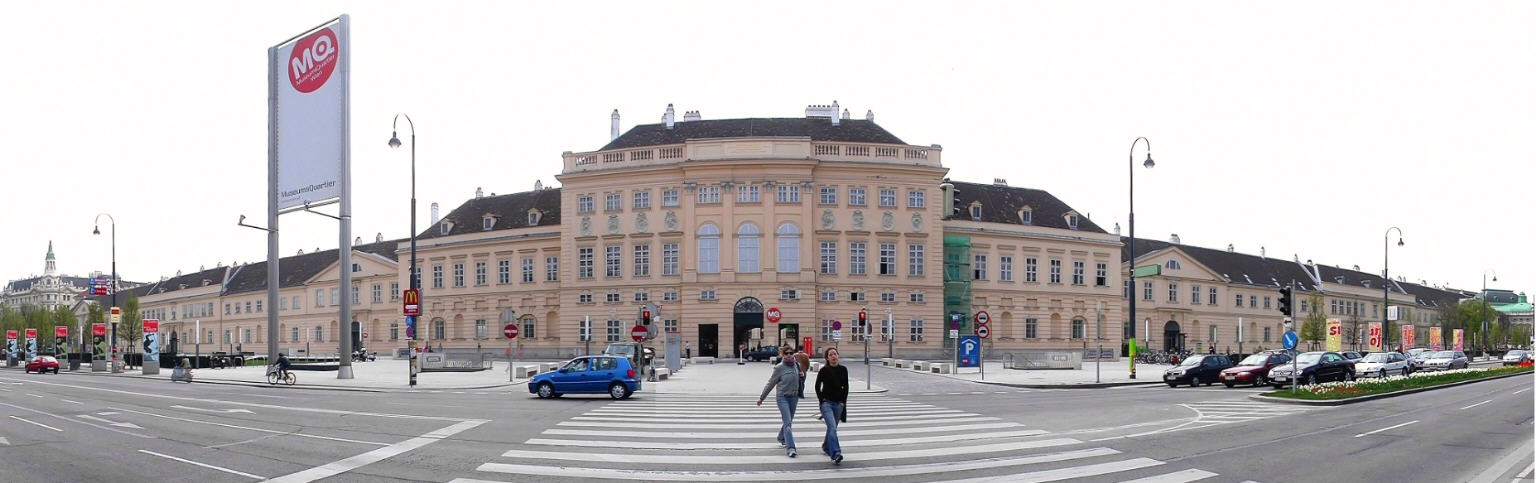
ミュージアムクォーター、180° パノラマ写真

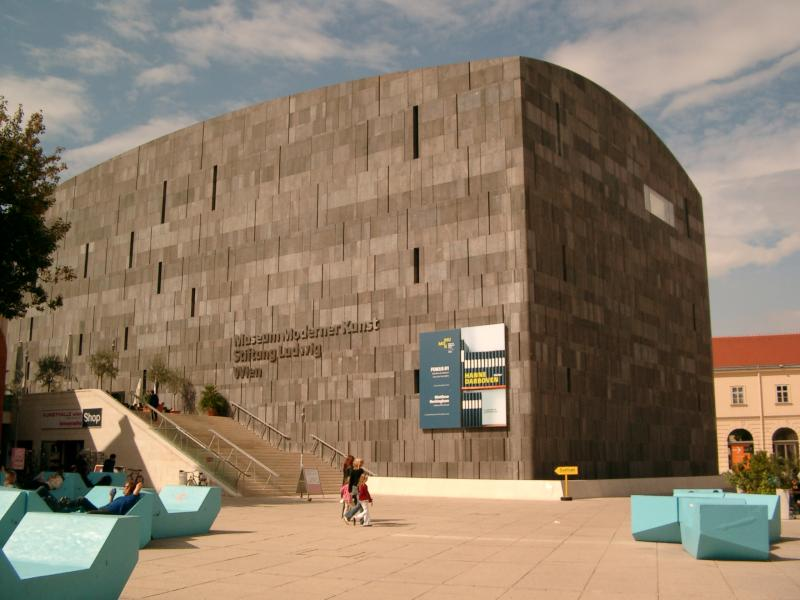
MUMOK (近代美術館、2003年)

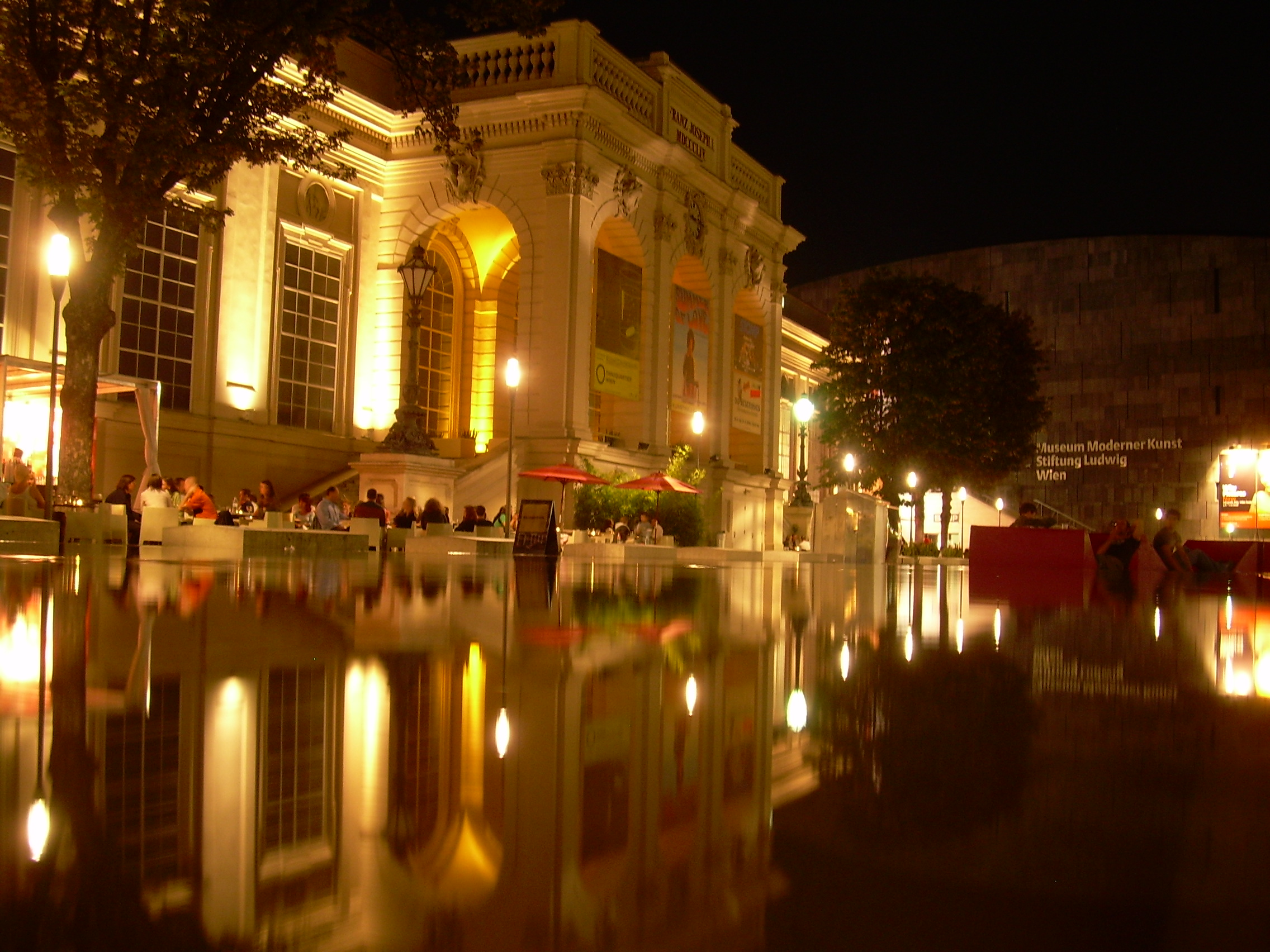
ミュージアムクォーターの夜 (2006年9月)

ミュージアムクォーター (Museumsquartier、略称 MQ) はオーストリアの首都ウィーンのノイバウ (Neubau) 地区にある美術館群、および約 60,000 m² の面積を占めるその区域の呼称である。

## 概要
ミュージアムクォーターにはバロック建築から近代建築まで様々な様式で立てられた美術館が集まっている。その場所にはかつて厩舎群があり、1998年4月から３年の年月と1億5000万ユーロ (20億シリング) をかけて文化芸術区画として開発された。
MQ にはレオポルト美術館 (Leopold Museum)、MUMOK (MUseum MOderner Kunst、ドイツ語で近代美術館の意) から芸術展示場のクンストハレ・ヴィーン (Kunsthalle Wien) があり、さらに毎年夏にはウィーン・フェスティバル (Wiener Festwochen) の中心となるなど、オーストリアの芸術活動の中心的な役割を担っている。
また舞踊のための国際センターとしてタンツクォーター (Tanzquartier、2005年には来日公演している))、ウィーン建築センター (Architekturzentrum Wien、Az W)、新しいメディア発信のためのスタジオ、芸術家の居室、子どものための芸術体験施設などがある。またウィーン国際映画祭 (Vienna International Film Festival)、インパルスタンツウィーン国際ダンスフェスティバル (ImPulsTanz) を始めとする多くのイベントが開催されている。ミュージアム・クォーターは「クォーター21」(quartier21) という、複数の芸術集団から成る団体の拠点にもなっている。

## 構成する組織
- ウィーン建築センター (Architekturzentrum Wien)
- ジャングル・ウィーン (Dschngle Wien) 子供とユースのための劇場
- ハレE+G (Halle E+G)
- クンストハレ・ヴィーン (Kunsthalle Wien)
- レオポルト美術館 (Leopold Museum)
- 近代美術館 ルードヴィヒ・コレクション (MUMOK)
- タンツクォーター ウィーン
- ウィーン エキストラ・キッズインフォ (WienXtra-kinderinfo)
- ズーム子供博物館 (ZOOM Kindermuseum)
- クォーター21 (以下のグループなどが代表的)
  - Asifakeil
  - math.space
  - monochrom (en)
  - Quintessenz (en)
  - 5uper.net
  - PLAY.FM (en)
  - SUBOTRON